# Hesydrus chanchamayo
Hesydrus chanchamayo är en spindelart som beskrevs av James E. Carico 2005. Hesydrus chanchamayo ingår i släktet Hesydrus och familjen Trechaleidae.
Artens utbredningsområde är Peru. Inga underarter finns listade i Catalogue of Life.